# Fase G2
La fase G2 (G come gap, in inglese: intervallo) in citologia è una fase del ciclo  cellulare, l'ultima dell'interfase.
In questa fase la cellula si prepara alla mitosi. I centrioli hanno completato la duplicazione: due nuovi si posizionano, restando vicini, esternamente alla membrana nucleare. I microtubuli e i microfilamenti iniziano ad assemblarsi formando il fuso mitotico in vista del loro compito di ripartizione dei cromosomi dei due corredi cromosomici. Verso la fine, si ha la spiralizzazione della cromatina in strutture distinguibili, i cromosomi. Il processo si completa nella fase M.